# Daniela Meuli
Daniela Meuli (n. 6 noiembrie 1981, Davos, cantonul Graubünden, Elveția) este o sportivă ce a reprezentat Elveția, medaliată olimpică. A participat la o ediție a Jocurilor Olimpice (2006) în care a câștigat o medalie de aur.

## Participări
Lista de mai jos prezintă principalele competiții la care a participat Daniela Meuli de-a lungul carierei.
- snowboarding at the 2006 Winter Olympics – women's parallel giant slalom[*]